# Dolynský rajón (Kirovohradská oblast)
Dolynský rajón (ukrajinsky Долинський район) byl rajón v Kirovohradské oblasti na Ukrajině. Hlavním městem byla Dolynska a rajón měl přibližně 33 tisíc obyvatel. 

## Sídla v rajónu
- Dolynska
- Molodižne